# Reverson Paiva
Reverson Valuarth Paiva Silva, mais conhecido como Reverson Paiva (Araguaína, 2 de fevereiro de 1997), é um futebolista brasileiro que atua como lateral. Atualmente joga pelo Paysandu.

## Carreira

### Início
Reverson começou com sua carreira nas categorias de base o Flamengo em 2012. Ainda garoto, chegou a jogar nas categorias de base com nomes como Lucas Paquetá. Em 2014, chegou na cidade de Novo Horizonte para jogar nas categorias de base do Grêmio Novorizontino. Tendo bons momentos ainda na base, despertou interesses de outros clubes, sendo emprestado ao Coritiba em 2015 e ao Internacional em 2016 para disputar os campeonatos estaduais e nacionais da categoria.

### Grêmio Novorizontino
Após passagem pelos clubes no sul do Brasil, Reverson retornou ao time de Novo Horizonte para disputar seu último Campeonato Paulista de Futebol Sub-20 de 2017, já com 20 anos de idade. Naquele ano, a equipe conseguiu sua melhor campanha na história do campeonato chegando na semifinal, sendo eliminado pelo Palmeiras.
No ano seguinte, Reverson começou a participar do elenco profissional do time, porém não chegou a disputar o Campeonato Paulista de Futebol de 2018, fazendo sua estreia na equipe profissional apenas em 2019, pelo Campeonato Paulista, em jogo contra o Ituano, onde entrou no intervalo e contribuiu para a vitória da equipe por 3 a 2.[carece de fontes?] Na sequência da temporada, o Novorizontino participou da Copa Paulista de Futebol de 2018 e foi nesse campeonato que o lateral marcou seu primeiro gol como profissional, contra o Olímpia Futebol Clube.

### Mirassol
Em 2019, Reverson já integrava regularmente o elenco do Tigre do Vale, porém jogou em apenas três jogos pelo time, sendo emprestado ao Mirassol para a sequência da temporada e disputar a Copa Paulista daquele ano. No Mirassol, Reverson atuou em 18 partidas, chegando até a semifinal, sendo eliminado pelo XV de Piracicaba.

### Retorno ao Novorizontino
Após passagem pelo Mirassol, Reverson voltou ao Novorizontino, renovando seu contrato e compondo o elenco do clube durante aquele ano, onde disputou Paulistão, Série D e a Copa Paulista, onde atuou e marcou um gol. Já no início de 2021, o Novorizontino disputou a fase final da Série D do ano anterior que havia sido atrasada por causa da pandemia de COVID-19. O Tigre conseguiu o acesso para a Série C após vencer o Fast Clube.
Ainda em 2021, Reverson conseguiu mais um acesso com a equipe de Novo Horizonte para a Série B do Brasileirão. Além disso, nesse mesmo ano, conseguiu o título de cameão do Troféu do Interior após derrotar a Ponte Preta.
Em 2022, Reverson enfrentou o rebaixamento da equipe do interior paulista no Paulistão após uma campanha muito ruim. Nesse campeonato, o lateral foi titular em todos os jogos do Tigre.
Após um ano ruim, em 2023, completou a marca de 100 jogos com a camisa aurinegra, sendo um dos atletas da equipe profissional que está a mais tempo no time. Nesse mesmo ano, o lateral conseguiu o acesso com o Novorizontino e voltará a disputar a primeira divisão do Campeonato Paulista em 2024.

## Estatísticas
Até 24 de março de 2025.

### Clubes
| Clube             | Temporada         | Campeonato nacional (Brasileirão) | Campeonato nacional (Brasileirão) | Campeonato nacional (Brasileirão) | Copa nacional (Copa do Brasil) | Copa nacional (Copa do Brasil) | Copa nacional (Copa do Brasil) | Competições estaduais | Competições estaduais | Competições estaduais | Outros torneios (Copa Paulista) | Outros torneios (Copa Paulista) | Outros torneios (Copa Paulista) | Total | Total | Total   |
| Clube             | Temporada         | Jogos                             | Gols                              | Assist.                           | Jogos                          | Gols                           | Assist.                        | Jogos                 | Gols                  | Assist.               | Jogos                           | Gols                            | Assist.                         | Jogos | Gols  | Assist. |
| ----------------- | ----------------- | --------------------------------- | --------------------------------- | --------------------------------- | ------------------------------ | ------------------------------ | ------------------------------ | --------------------- | --------------------- | --------------------- | ------------------------------- | ------------------------------- | ------------------------------- | ----- | ----- | ------- |
| Novorizontino     | 2017              | —                                 | —                                 | —                                 | —                              | —                              | —                              | —                     | —                     | —                     | —                               | —                               | —                               | —     | —     | —       |
| Novorizontino     | 2018              | 10                                | 0                                 | 0                                 | 0                              | 0                              | 0                              | 3                     | 0                     | 1                     | 12                              | 1                               | 0                               | 25    | 1     | 1       |
| Novorizontino     | 2019              | 2                                 | 0                                 | 0                                 | 0                              | 0                              | 0                              | 1                     | 0                     | 0                     | —                               | —                               | —                               | 3     | 0     | 0       |
| Novorizontino     | 2020              | 11                                | 0                                 | 0                                 | 0                              | 0                              | 0                              | 3                     | 0                     | 0                     | 3                               | 1                               | 0                               | 18    | 1     | 0       |
| Novorizontino     | 2021              | 23                                | 2                                 | 0                                 | 0                              | 0                              | 0                              | 5                     | 0                     | 0                     | —                               | —                               | —                               | 28    | 2     | 0       |
| Novorizontino     | 2022              | 7                                 | 0                                 | 0                                 | 1                              | 0                              | 0                              | 12                    | 0                     | 0                     | —                               | —                               | —                               | 20    | 0     | 0       |
| Novorizontino     | 2023              | 30                                | 1                                 | 1                                 | 0                              | 0                              | 0                              | 9                     | 1                     | 1                     | —                               | —                               | —                               | 39    | 2     | 2       |
| Novorizontino     | 2024              | 32                                | 1                                 | 1                                 | 0                              | 0                              | 0                              | 12                    | 0                     | 0                     | —                               | —                               | —                               | 44    | 1     | 1       |
| Novorizontino     | 2025              | 0                                 | 0                                 | 0                                 | 0                              | 0                              | 0                              | 3                     | 0                     | 0                     | —                               | —                               | —                               | 3     | 0     | 0       |
| Novorizontino     | Total             | 115                               | 4                                 | 2                                 | 1                              | 0                              | 0                              | 48                    | 1                     | 2                     | 15                              | 2                               | 0                               | 180   | 7     | 4       |
| Mirassol          | 2019              | —                                 | —                                 | —                                 | —                              | —                              | —                              | —                     | —                     | —                     | 18                              | 0                               | 0                               | 18    | 0     | 0       |
| Mirassol          | Total             | 0                                 | 0                                 | 0                                 | 0                              | 0                              | 0                              | 0                     | 0                     |                       | 18                              | 0                               | 0                               | 18    | 0     | 0       |
| Total na carreira | Total na carreira | 115                               | 4                                 | 2                                 | 1                              | 0                              | 0                              | 48                    | 1                     | 2                     | 34                              | 2                               | 0                               | 198   | 7     | 4       |

## Títulos
Novorizontino
- Campeonato Paulista do Interior: 2021